# Hanna Jansson
Hanna Jansson, född 5 mars 1995, är en svensk friidrottare som främst tävlar i stavhopp. Hon vann SM inomhus i stavhopp år 2018.

## Personliga rekord
| Utomhus - 100 meter – 13,52 (Falun, Sverige 28 maj 2011) - 200 meter – 27,11 (Falun, Sverige 28 maj 2011) - Höjd – 1,52 (Stockholm, Sverige 31 juli 2011) - Stav – 4,25 (Göteborg, Sverige 9 juni 2018) - Längd – 5,24 (Gävle, Sverige 23 juli 2011) | Inomhus - Höjd – 1,55 (Falun, Sverige 30 januari 2011) - Stav – 4,20 (Göteborg, Sverige 2 februari 2019) - Längd – 5,09 (Falun, Sverige 17 december 2011) |